# 南国市の歌
- 南国市歌[1][2][3]

「南国市の歌」（なんこくしのうた）は、高知県南国市が制定した市歌である。南国市選定、補作詞および作曲・武政英策。
本記事では、市歌と同時に選定された市民音頭「南国おどり」についても解説する。

## 解説
1967年（昭和42年）に「希望にみちた南国市の将来をたたえ、市民に自覚と自信、そして郷土愛をもたせる」ことを制定意義として市歌および市民音頭の2部門で歌詞の懸賞募集を実施した。応募総数は市歌が75篇、市民音頭が27篇であったが、両部門とも入選作が無かったためそれぞれ準入選を1篇ずつ、また市歌から4篇・市民音頭から2篇を佳作に選定し、これらの入賞作を基に審査委員の武政英策が補作詞・作曲を行うことになった。こうした経緯により日本コロムビアが製造したレコード（規格品番：PES-7039）や市の公式サイト、2012年（平成24年）刊の『全国 都道府県の歌・市の歌』では作詞者の個人名が記載されていないが、1982年（昭和57年）刊の『南国市史』下巻では市歌・市民音頭「南国おどり」とも準入選者の個人名を代表の扱いで歌詞の冒頭に記述している。また、表題はレコードのジャケットに「南国市の歌」と記述されているが、市史や公式サイトでは「の」を抜いて「南国市歌」とする表記ゆれが見られる。
発表演奏は6月25日に市民体育館の落成記念行事として、NHK「上方寄席大会」の公開録音に続けて行われた。市では市歌の演奏機会について「市制施行の式典（○○周年の記念式典）や他市の歓迎セレモニー、技能功労者表彰式で歌われている」とする。

### 南国おどり
「南国おどり」（なんこくおどり）は「南国市歌」と同時に選定された南国市の市民音頭である。前述の通り作詞者は個人名義となっておらず、市歌と同じく補作詞および作曲者として武政がクレジットされているが『南国市史』下巻では市内から応募した準入選者の個人名が代表の扱いで歌詞の冒頭に記述されている。
日本コロムビアが製造したシングル盤では大下八郎と若葉ちどりが歌唱する「南国おどり」がA面、コロムビア混声合唱団が歌唱する「南国市歌」がB面の扱いとされていた。